# Adolph Caesar
Adolph Caesar (New York, 5 dicembre 1933 – Los Angeles, 6 marzo 1986) è stato un attore statunitense.

## Biografia
Dopo aver lavorato come annunciatore e come attore teatrale, iniziò a dedicarsi al cinema nei primi anni '70. Tra i film a cui prese parte, da ricordare Il colore viola (1985) e Storia di un soldato (1984), che gli valse la candidatura ai Premi Oscar 1985 come miglior attore non protagonista e ai Golden Globe 1985 sempre come miglior attore non protagonista. Morì per un attacco cardiaco all'età di 52 anni.

## Filmografia parziale

### Cinema
- Che!, regia di Richard Fleischer (1969)
- Storia di un soldato (A Soldier's Story), regia di Norman Jewison (1984)
- Il colore viola (The Color Purple), regia di Steven Spielberg (1985)
- Club Paradise, regia di Harold Ramis (1986)

### Televisione
- Selvaggio west (The Wild Wild West) – serie TV, episodio 4x05 (1968)
- Daktari – serie TV, episodio 4x10 (1968)
- Un salto nel buio (Tales from the Darkside) - serie TV, episodio 2x04 (1985)
- Ai confini della realtà (The Twilight Zone) - serie TV, episodio 1x38 (1986)

## Doppiatori italiani
- Marcello Tusco in Storia di un soldato
- Mico Cundari in Il colore viola

## Riconoscimenti
Premi Oscar 1985 - Candidatura all'Oscar al miglior attore non protagonista per Storia di un soldato